# Бінвір
Бінві́р (рос. Бинвирь) — присілок у складі Увинському районі Удмуртії, Росія.

## Населення
Населення — 16 осіб (2010; 4 в 2002).
Національний склад станом на 2002 рік:
- росіяни — 100 %

## Урбаноніми[3]
- вулиці — Верхня, Набережна, Нафтовиків